# Provincia de Paria
La Provincia de Paria fue una provincia boliviana en el Departamento de Oruro. Fue creada como una de las tres provincias constituyentes del Departamento de Oruro, por ley de 5 de septiembre de 1826, en el gobierno de Antonio José de Sucre.
La provincia se dividió en dos nuevas provincias, por ley de 16 de octubre de 1903, durante el gobierno de José Manuel Pando. Por tanto, dejó de existir como entidad subdepartamental, en favor de las 2 nuevas provincias:
- Abaroa
- Poopó